# 小蛋糕帘蛤
小蛋糕帘蛤（学名：Placamen tiara），是帘蛤目帘蛤科蛋糕簾蛤屬的一种。主要分布于韩国、台湾，常栖息在潮下带至水深50米。